# Mamiliano di Palermo
Mamiliano di Palermo (Palermo, ... – Montecristo, 15 settembre 460) è stato un vescovo italiano.

## Biografia

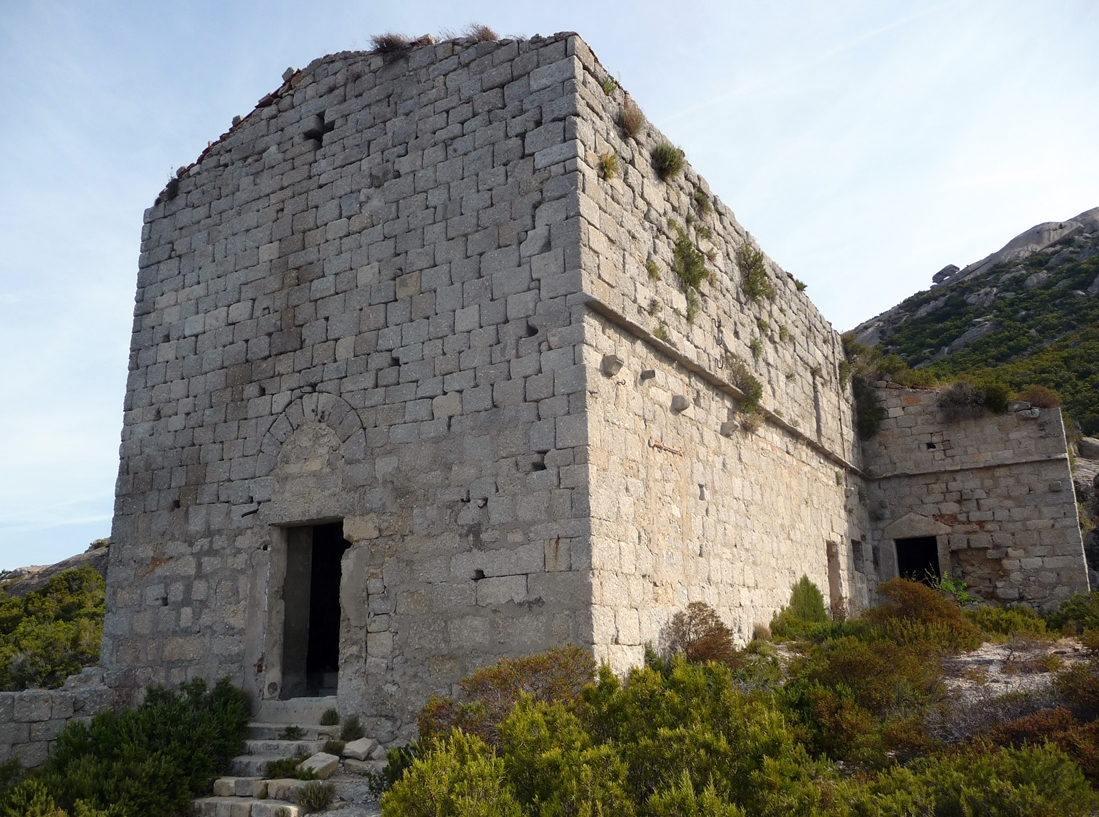
Monastero di San Mamiliano sull'isola di Montecristo

Nato probabilmente a Palermo, ne divenne vescovo ma durante la persecuzione dei Vandali (450), attaccato dagli ariani, fu mandato in esilio da Genserico in Africa, a Cartagine. 

Ebbe numerosi compagni di esilio che vissero con lui la vita eremitica, tra cui la tradizione ricorda santa Ninfa (da lui battezzata, che venne rinchiusa dal padre Aureliano, prefetto di Palermo, nella torre del Palazzo dei Normanni che ancora oggi porta il suo nome) e tre suoi discepoli, Eustochio, Proculo e Gobuldeo (quest'ultimo sarebbe derivazione da Quod vult Deus), ai quali nella schiavitù africana si aggiunsero Lustro, Vindemio, Teodosio, Aurelio, Rustico.

Di là riscattato o dalla pietà dei fedeli o da qualche vescovo africano (san Paolino da Nola), si ritirò presso Cagliari, poi all'isola di Tavolara e infine all'isola di Montecristo dove visse nella cosiddetta Grotta di San Mamiliano.
Secondo la leggenda, attestata almeno dal XVII secolo, il santo sconfisse un drago (simbolo del paganesimo) che dimorava nella stessa grotta, facendo sgorgare una sorgente d'acqua miracolosa sul luogo dell'uccisione. Morì il 15 settembre 460 e il suo decesso si manifestò, secondo la leggenda, con una enorme colonna di fumo innalzatasi sui monti dell'isola o, secondo altri, da tre lumi splendenti. Alla morte di Mamiliano sarebbero giunti per mare degli elbani volendone recuperare il corpo; giunti a Montecristo, lo trovarono ma furono impossibilitati a prelevarlo e si addormentarono. Nel frattempo arrivarono dei gigliesi e riuscirono a portare via le spoglie del santo; intanto gli elbani, svegliatisi, raggiunsero i gigliesi in un'insenatura sull'isola del Giglio e lì nacque una violenta disputa per trattenere il corpo di Mamiliano. Le due braccia vennero smembrate dal corpo, finendo nelle mani sia dei gigliesi sia degli elbani. L'insenatura prese così il nome di Cala Elbigina, toponimo nel tempo corrottosi in Cala Calbugina.

## Culto
Originariamente le spoglie di Mamiliano furono conservate all'isola del Giglio e a Civitavecchia. Nel 1658, per volere del papa Alessandro VII, le principali reliquie (parte della calotta cranica) furono traslate da Roma (Santa Maria in Monticelli) a Palermo, dove si trovano ancora, nella cappella delle Reliquie della cattedrale. Di fatto le reliquie del santo si trovano oggi sparse tra Palermo, Roma, Pisa, l'isola d'Elba, Sovana (della quale Mamiliano è protettore) e all'isola del Giglio (il 15 settembre si venera il braccio del patrono che nel 1799 salvò gli isolani dall'assalto dei tunisini).
Il culto del santo sacerdote, presentato come vescovo e martire da leggende assai posteriori, è intimamente connesso con la diffusione del Vangelo nell'arcipelago toscano e nella bassa Maremma.
È stato uno dei primi evangelizzatori della Toscana ed ancora oggi il suo culto è diffuso tra i marinai dell'arcipelago toscano, specialmente all'Elba ed al Giglio, ove è festeggiato al 15 settembre. È il patrono principale della diocesi di Pitigliano-Sovana-Orbetello. Oltre che in tutto l'Arcipelago toscano, oltre che su tutta la costa e l'entroterra maremmano, il santo è venerato anche in Sardegna con il nome di Gemiliano o Geminiano a causa di alcune proprietà monastiche sparse sull'isola; a Sestu e Samassi si venera invece San Gemiliano da Cagliari vissuto forse nel I secolo confuso per assonanza con Mamiliano; tuttavia la chiesa di Samassi è citata nel 1118 tra i possedimenti del monastero di San Mamiliano nell'isola di Montecristo. Nell'arcidiocesi di Palermo è celebrato il 16 giugno, data dell'Invenzione delle reliquie a Sovana (per un errore del Mongitore). Dal 1976 è il patrono secondario dell'arcidiocesi di Palermo, dopo essere stato celebrato come patrono principale dal 1625 circa. Il culto è presente anche in Corsica. Caratteristica delle chiese a lui dedicate è l'orientazione che guarda verso l'isola di Montecristo.

## Il tesoro di San Mamiliano
Risale al 2004 la scoperta di un tesoro di monete auree sotto l'altare della chiesa di San Mamiliano a Sovana, composto da 498 solidi in fior di zecca databili agli imperatori Leone I e Antemio, tra il 457 e il 474, quindi poco dopo la morte di Mamiliano.
Leggende popolari e tradizioni orali ricordavano la presenza di un tesoro sotto l'altare del monastero di San Mamiliano a Montecristo, isola dove morì il santo, che poi vennero riscritte da Alexandre Dumas nel celebre romanzo del Conte di Montecristo. Almeno due documenti antichi citano la memoria di un tesoro sull'isola: nel 1549 il granduca di Toscana Cosimo I vi sconsigliava di fare ricerche per la presenza di pirati, mentre una spedizione dalla Corsica nel 1670]scovò solo «alcuni pignatti e vasi pieni di cenere». Non appare quindi come un caso che un tesoro si trovasse effettivamente nella chiesa di San Mamiliano, non però in quella di Montecristo ma a Sovana.
Le monete sono state ordinate in un museo, inaugurato il 30 luglio 2012.